# Heterospòria
L'Heterosporia és la producció d'espores de dues mides i sexes diferents per part dels esporòfits de les plantes terrestres. La més petita d'aquestes, la micròspora, és masculina i la megàspora més gran és femella. L'heterosporia va evolucionar durant el període Devonià a partir de la isosporia de manera independent en diversos grups de plantes: les molses, les cues de cavall arborescents, i les progimnospermes. Això es va produir com a part del procés d'evolució del moment de la diferenciació de sexe.

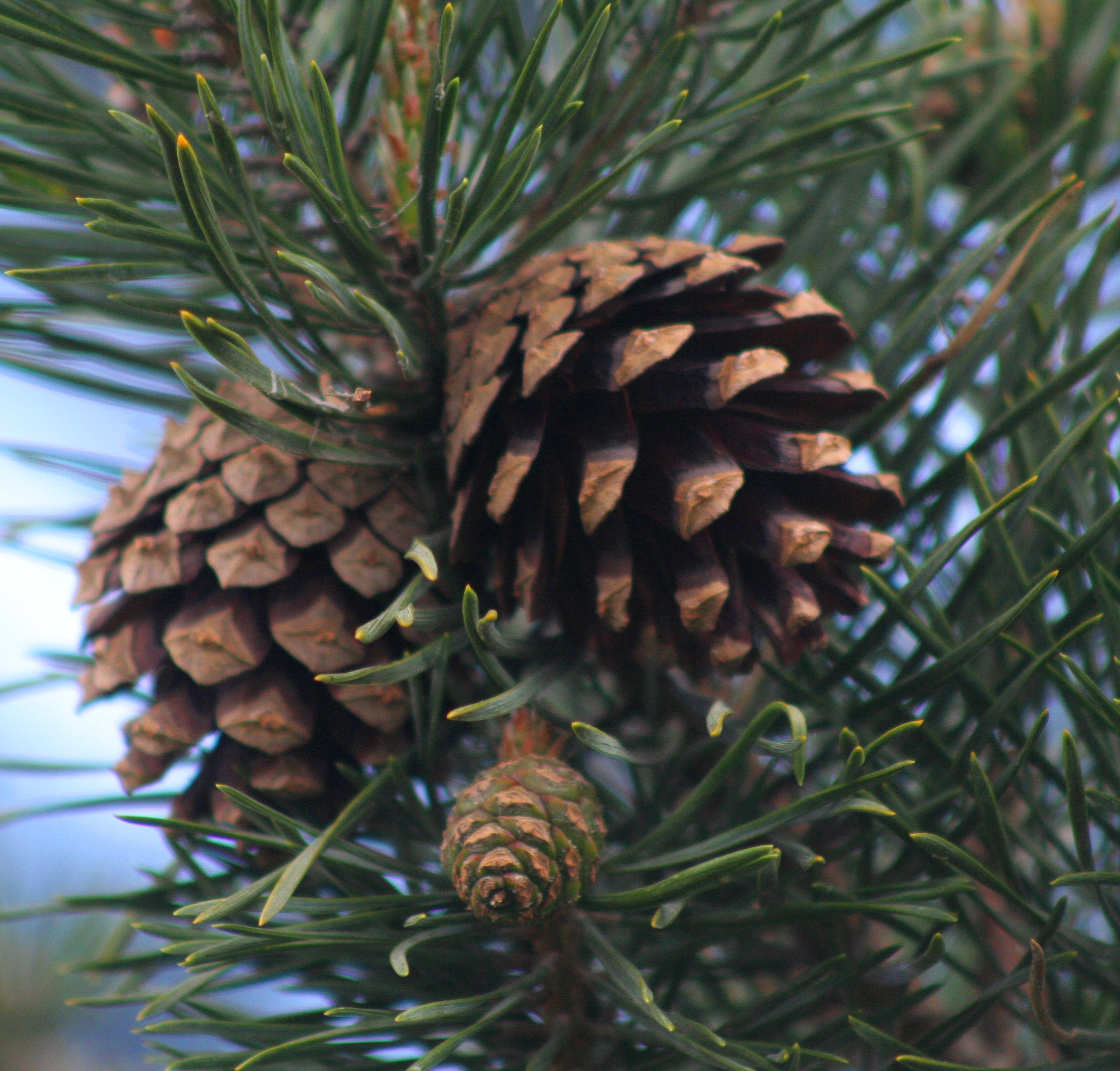
Una pinya femella (Pinophyta) produeix les megàspores d'aquesta planta heterospòrica.

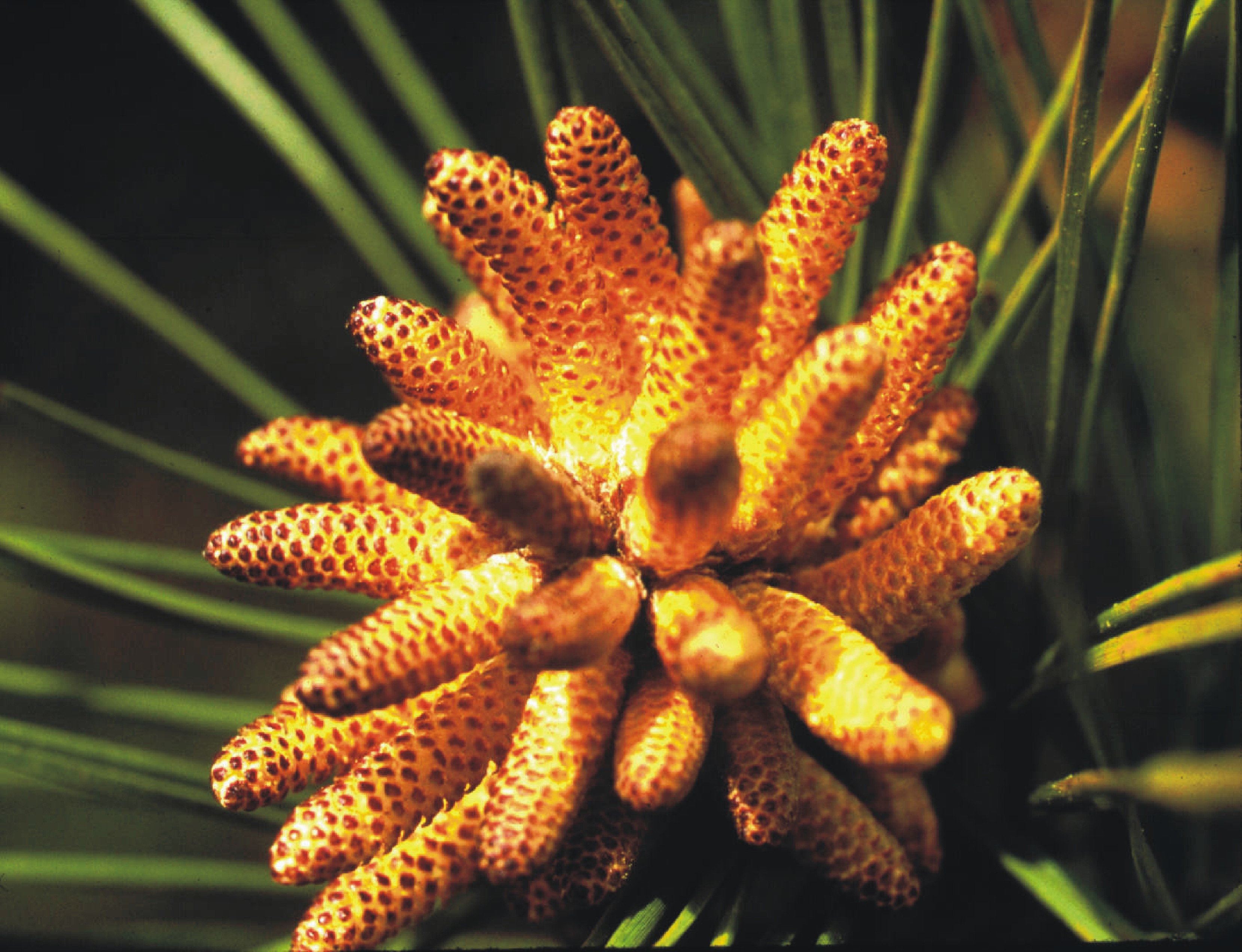
cadascun d'aquests estròbils mascles(Pinophyta) produeix nombroses micròspores d'aquesta planta heterospòrica.

## Origen de l'heterospòria
L'heterospòria va evolucionar a causa de la selecció natural que va afavorir un augment de la mida del propàgul en comparació amb les espores més petites de les plantes homospores. Les plantes heteròspores, semblants a les plantes anisòspores, produeixen dues espores de mida diferent en esporangis separats que es desenvolupen en gametòfits masculins i femenins separats. Es proposa que l'aparició de plantes heterospores va començar amb la separació d'esporangis, que va permetre el desenvolupament de dos tipus d'espores diferents; nombroses espores petites que es dispersen fàcilment, i menys espores més grans que contenen els recursos adequats per donar suport al desenvolupament de les plàntules. Durant el període Devonià hi havia moltes espècies que utilitzaven el creixement vertical per captar més llum solar.[6] L'heterospòria i els esporangis separats probablement van evolucionar en resposta a la competència per la llum. La selecció disruptiva dins de les espècies va provocar que hi hagués dos sexes separats de gàmetes o fins i tot la planta sencera. Això pot haver provocat primer un augment de la mida de les espores i, finalment, que l'espècie produeixi megàspores més grans així com micròspores més petites.
L'heterosporia és avantatjosa perquè tenir dos tipus diferents d'espores augmenta la probabilitat que les plantes produeixin descendència amb èxit. Les espores heteròspores poden respondre de manera independent a la selecció per condicions ecològiques per tal d'enfortir la funció reproductiva masculina i femenina. L'heterosporia va evolucionar a partir de l'homospòria moltes vegades, però les espècies en què va aparèixer per primera vegada s'han extingit. Es creu que l'heterosporia va sorgir a l'era Devoniana, sobretot en llocs humits/humits basant-se en proves de registre fòssil. A més de ser un resultat de la competència per la llum, es creu que l'heterosporia va tenir més èxit a les zones més humides perquè la megàspora es podia moure més fàcilment en un medi aquàtic mentre que les microspores es dispersaven més fàcilment pel vent. S'han observat espores de diferents mides en moltes espècies de plantes fossilitzades. Per exemple, l'espècie Lepidophloios, també coneguda com l'arbre d'escala, s'ha demostrat en fòssils que era heterosporosa; L'arbre d'escala tenia cons separats que contenien espores masculines o femenines a la mateixa planta.[5] Les plantes heterospores modernes, com moltes falgueres, presenten endospòria, en la qual un megagametòfit és fecundat per un microgametòfit mentre encara està dins de la paret de l'espora, obtenint nutrients de l'interior de l'espora. Tant l'heterosporia com l'endosporia semblen ser un dels molts precursors de les plantes amb llavors i de l'ovari. Les plantes heterospòriques que produeixen llavors són els seus descendents més exitosos i estès. Les plantes de llavors constitueixen la subsecció més gran de les plantes heterosporiques.

## Micròspores i megàspores
Les micròspores són espores haploides que en les espècies endospòriques contenen el gametòfit masculí, que és transportat a les megàspores pel vent, corrents d'aigua o vectors animals. Les micròspores no estan flagel·lades i, per tant, no són capaços de moviment actiu. La morfologia de la micròspora consisteix en unes estructures exteriors de doble paret que envolten el dens citoplasma i el nucli central.
Les megàspores contenen els gametòfits femenins en espècies vegetals heterospòriques. Desenvolupen arquegònies que produeixen òvuls que són fecundats per espermatozoides del gametòfit masculí originat de la micròspora. Això dona lloc a la formació d'un zigot diploide fecundat, que es desenvolupa en l'embrió esporòfit. Tot i que les plantes heterospores produeixen menys megàspores, són significativament més grans que les seves homòlegs masculins.
A les espècies exospòriques, les espores més petites germinen en gametòfits masculins de vida lliure i les espores més grans germinen en gametòfits femenins de vida lliure. En les espècies endospòriques, els gametòfits d'ambdós sexes estan molt reduïts i continguts dins de la paret de l'espora. Les micròspores tant d'espècies exospòriques com endospòriques són d'espores lliures, distribuïdes pel vent, l'aigua o els vectors animals, però en les espècies endospòriques les megàspores i el megagametòfit que hi conté són retinguts i nodrits per la fase esporòfit. Així, les espècies endospòriques solen ser dioiques, una condició que afavoreix l'encreuament. Algunes espècies exospòriques produeixen micro i megàspores en el mateix esporangi, una condició coneguda com a homoangia, mentre que en altres les micro i megàspores es produeixen en esporangis separats (heterangia). Tots dos poden ser portats en el mateix esporòfit monoic o en diferents esporòfits en espècies dioiques.

## Reproducció
L'heterosporia va ser un esdeveniment clau en l'evolució tant de les plantes fòssils com de les supervivents. La retenció de megàspores i la dispersió de micròspores permeten tant la dispersió com l'establiment d'estratègies reproductives. Aquesta capacitat adaptativa de l'heterosporia augmenta l'èxit reproductiu ja que qualsevol tipus d'entorn afavoreix tenir aquestes dues estratègies. L'heterospory impedeix que es produeixi l'autofecundació en un gametòfit, però no impedeix que dos gametòfits originats a partir del mateix esporòfit s'aparellin. Aquest tipus específic d'autofertilització s'anomena autofecundació esporofítica, i en les plantes existents es produeix més freqüentment entre les angiospermes. Tot i que l'heterospori impedeix que es produeixi una endogamia extrema, no impedeix la consanguinitat del tot, ja que encara es pot produir l'autoconsanguinitat esporofítica.
Un model complet per a l'origen de l'heterosporia, conegut com el model Haig-Westoby, estableix una connexió entre la mida mínima d'espores i la reproducció reeixida de gametòfits bisexuals. Per a la funció femenina, a mesura que augmenta la mida mínima d'espores, també augmenta la possibilitat d'una reproducció exitosa. Per a la funció masculina, l'èxit reproductiu no canvia a mesura que augmenta la mida mínima de les espores.